# 常盤司郎
常盤 司郎（ときわ しろう、6月25日 - ）は、日本の映画監督、脚本家。

## 来歴・人物
福岡県筑豊地区に生まれる。幼少期より映画音楽を聴いて育ち、映画監督を志し上京。
2005年、映画「落下距離・百三十センチ・鳥」（劇場未公開）を自主制作で発表し、第9回プチョン国際映画祭に正式招待される。

2006年、サザンオールスターズ初のドキュメントムービー「FILM KILLER STREET-Director’s cut-」を監督。７年ぶりのアルバムが作られるまでを繊細にとらえたドキュメントが話題を呼び、オリコンランキング週間DVDランキング1位となる。

2010年、短編映画「クレイフィッシュ」でショートショートフィルムフェスティバル2010のミュージックShortクリエイティブ部門にて最優秀賞と観客賞を開催初のダブル受賞、新・鎌倉映像フェスティバル（審査員長：大林宣彦）で最優秀作品賞を受賞。続く短編映画「皆既日食の午後に」(出演:濱田龍臣、新井浩文、南沢奈央、田口トモロヲ)では2011年の同映画祭でプレミア上映され大きな話題となり、その後ギリシャ国際短編映画祭インターナショナル部門・作品賞にノミネートされるなど世界9カ国の国際映画祭に正式招待される。
2019年、映画『最初の晩餐』で長編映画デビューし、第34回高崎映画祭では最優秀監督賞を受賞した。
”4冠”最多受賞を受けて常盤監督は「数日前に受賞の一報が届いたとき、電話越しにプロデューサーの泣き声が聞こえてきました。それがこの映画の制作期間、7年の重みなのだと思い、胸が熱くなりました。この場をお借りして『最初の晩餐』を支えてくださった最高のスタッフと最高のキャスト、またこの映画に携わってくださった全ての方々に御礼を申し上げます」と、コメントを寄せている。
映画、CM、ミュージックビデオの監督・脚本をはじめ、井上陽水「森花処女林」のジャケットデザインなど様々な分野で活動している。

## 監督作品

### 映画
- 落下距離・百三十センチ・鳥（2005年 劇場未公開） - 監督・脚本
- 99％の自殺（2008年 YOSHIMOTO DIRECTOR'S 100） - 監督・脚本
- クレイフィッシュ（2010年 短編） - 監督・脚本・出演
- 皆既日食の午後に（2011年 短編） - 監督・脚本[8]
- 終着の場所（2018年 CINEMA FIGHTERS） - 監督・脚本[9]
- 最初の晩餐（2019年、KADOKAWA） - 監督・脚本・編集[10]※ 長編映画デビュー作
- 父を、乗せて。（2024年 短編） - 監督・脚本・編集[11]

### CM
- 養命酒 「養命先生のいる街」篇
- ANAゴールドカード「瀬筒夫婦」「高橋智隆」「猪子寿之」篇
- 防衛省 自衛官募集「それぞれの選択」
- 森永乳業pino「Life with pino」[12]
- ACジャパン「認知症サポーターキャラバン 」
- ブリヂストンサイクル・アルベルトe「そして、走りはじめる。」[13]
- TOYOTA「夢のクルマ〜未来への手紙〜」シリーズ
- Google「インドアマップ」
- NISSAN「あ、安部礼司×N-Link ご当地ドライブナビ」
- Microsoft Xbox 360「Gears of war」

### ミュージックビデオ
- エレファントカシマシ「ワインディングロード」
- エレファントカシマシ「東京からまんまで宇宙」
- 笹川美和「愚かな願い」
- SOFFet「鼓動」
- EXILE TAKAHIRO「memories」

### ドキュメンタリー
- サザンオールスターズ「FILM KILLER STREET-Director’s cut-」（2006年） - 監督・脚本・編集

## 書籍

### 小説
- 最初の晩餐（2020年 ミシマ社） ISBN 978-4-909394-34-7

## 受賞歴

### 映画
『落下距離・百三十センチ・鳥』
- 第9回プチョン国際映画祭 正式招待

『99％の自殺』
- 第1回沖縄国際映画祭 正式招待

『クレイフィッシュ』
- Short Shorts Film festival & Asia 2010 最優秀賞&観客賞（開催初W受賞）
- 新鎌倉映像フェスティバル2012 最優秀作品賞
- ATHENS International Short Film Festival 2010 正式招待

『皆既日食の午後に』
- ギリシャ国際短編映画祭2014 インターナショナル部門ノミネート
- Short Shorts Film Festival & Asia 2011 特別招待作品
- Doha Tribeca Film Festival 2011 正式招待
- 高雄国際映画祭（台湾）2011 正式招待
- ベルリン・インターフィルム国際映画祭2014 正式招待

『最初の晩餐』
- 第34回高崎映画祭[7]
  - 最優秀監督賞（常盤司郎）
  - 最優秀助演女優賞（斉藤由貴）
  - 最優秀助演男優賞（窪塚洋介）
  - 最優秀新人男優賞（楽駆）
- 第29回日本映画批評家大賞[14]
  - 主演女優賞賞（戸田恵梨香）
  - 助演男優賞（窪塚洋介）
- 第12回TAMA映画賞
  - 最優秀新進女優賞（森七菜）
- 第93回キネマ旬報ベストテン
  - 脚本賞 第５位（常盤司郎）
- New York Asian Film Festival 2020 クロージング上映作品
- 第23回上海国際映画祭 パノラマ部門正式招待
- Hawaii International Film Festival 2020 正式招待
- 第7回シルクロード国際映画祭 パノラマ部門正式招待

### その他
『サザンオールスターズ「FILM KILLER STREET-Director’s cut-」』
- オリコンランキング 週間DVD部門1位

『Microsoft  Gears of war「Let’s it Yunnie! Vlog」』
- 東京インタラクティブアドアワード  インタラクティブ広告部門  銅賞
- 東京インタラクティブアドアワード  プロダクトタイアップ部門  入賞

『Yahoo!インターネット募金「Coin Magic」』
- New York festivals  Finalist